# Aspidiotus destructor
Aspidiotus destructor är en insektsart som beskrevs av Victor Antoine Signoret 1869. Aspidiotus destructor ingår i släktet Aspidiotus och familjen pansarsköldlöss. Inga underarter finns listade i Catalogue of Life.

## Bildgalleri

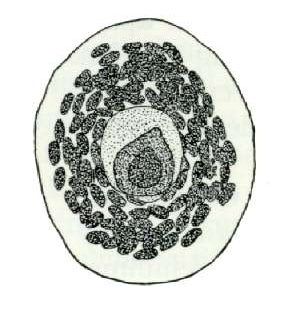